# 31è Festival Internacional de Cinema de Canes
El 31è Festival Internacional de Cinema de Canes es va dur a terme del 16 al 30 de maig de 1978. La Palma d'Or fou atorgada a L'albero degli zoccoli d'Ermanno Olmi. Aquest festival va veure la introducció d'una nova secció no competitiva, 'Un Certain Regard', que substituïa 'Les Yeux Fertiles' (1975-1977), 'L'Air du temps' i 'Le Passé composé'.
El festival va obrir amb Moy laskovyy i nezhnyy zver, dirigida per Emil Loteanu i va tancar amb Fedora, dirigida per Billy Wilder.

## Jurat
Les següents persones foren nomenades per formar part del jurat en l'edició de 1978:
Pel·lícules
- Alan J. Pakula (EUA) President
- Franco Brusati (Itàlia)
- François Chalais (França)
- Michel Ciment (França)
- Claude Goretta (Suïssa)
- Andrei Konchalovsky (URSS)
- Harry Saltzman (EUA)
- Liv Ullmann (Noruega)
- Georges Wakhévitch (França)

## Selecció oficial

### En competició – pel·lícules
Les següents pel·lícules competiren per la Palma d'Or:
- Los ojos vendados de Carlos Saura
- Bravo maestro de Rajko Grlić
- Ciao maschio de Marco Ferreri
- The Chant of Jimmie Blacksmith de Fred Schepisi
- Coming Home de Hal Ashby
- Despair de Rainer Werner Fassbinder
- Kravgi gynaikon de Jules Dassin
- Ecce bombo de Nanni Moretti
- Ai no Bōrei de Nagisa Oshima
- Moy laskovyy i nezhnyy zver de Emil Loteanu
- Die linkshändige Frau de Peter Handke
- Midnight Express d'Alan Parker
- Molière d'Ariane Mnouchkine
- Pretty Baby de Louis Malle
- El recurso del método de Miguel Littín
- Los restos del naufragio de Ricardo Franco
- The Shout de Jerzy Skolimowski
- Spirala de Krzysztof Zanussi
- L'albero degli zoccoli d'Ermanno Olmi
- An Unmarried Woman de Paul Mazursky
- Egy erkölcsös éjszaka de Károly Makk
- Violette Nozière de Claude Chabrol
- Who'll Stop the Rain de Karel Reisz

### Un Certain Regard
Les següents pel·lícules foren seleccionades per la competició de Un Certain Regard:
- Un balcon en forêt de Michel Mitrani
- Le dossier 51 de Michel Deville
- Colonel Delmira Gouveia de Geraldo Sarno
- Grand hôtel des palmes de Memè Perlini
- Hitler - ein Film aus Deutschland de Hans-Jürgen Syberberg
- Koko, le gorille qui parle de Barbet Schroeder
- Człowiek z marmuru de Andrzej Wajda
- Nahapet de Henrik Malyan
- The New Klan: Heritage of Hate de Leslie Shatz, Eleanor Bingham
- Ocaña, retrat intermitent de Ventura Pons
- Alyam, Alyam d'Ahmed El Maânouni
- Aika hyvä ihmiseksi de Rauni Mollberg
- Die Rückkehr des alten Herrn de Vojtěch Jasný

### Pel·lícules fora de competició
Les següents pel·lícules foren seleccionades per ser projectades fora de competició:
- Fedora de Billy Wilder
- The Last Waltz de Martin Scorsese

### Curtmetratges en competició
Els següents curtmetratges competien per Palma d'Or al millor curtmetratge:
- Christmas Morning de Tiernan MacBride
- A Doonesbury Special de John Hubley
- Letter to a Friend de Sonia Hofmann
- Maladie de Paul Vecchiali
- Oh My Darling de Børge Ring
- The Oriental Nightfish de Ian Emes
- Le Serpentine d'oro de Anna Maria Tatò
- La Traversée de l'Atlantique à la rame de Jean-François Laguionie
- Uj lakok de Liviusz Gyulai

## Seccions paral·leles

### Setmana Internacional dels Crítics
Els següents llargmetratges van ser seleccionats per ser projectats per a la dissetena Setmana de la Crítica (17e Semaine de la Critique):
- Alambrista! de Robert Young (Estats Units)
- Une Brèche dans le mur de Jillali Ferhati (Marroc)
- Miris poljskog cveca de Srdjan Karanovic (Iugoslàvia)
- Jubilee de Derek Jarman (U.K.)
- En och en d'E. Josephson, S. Nykvist, I. Thulin (Suècia)
- Roberte de Robert Zucca (França)
- Per questa notte de Carlo di Carlo (Itàlia)
- Die Frau gegenüber de Hans Noever (RFA)

### Quinzena dels directors
Les següents pel·lícules foren exhibides en la Quinzena dels directors de 1978 (Quinzaine des Réalizateurs):
- Alícia a l'Espanya de les meravelles de Jordi Feliu i Nicolau
- Bilbao de Bigas Luna
- Les belles manières de Jean-Claude Guiguet
- Los Gaminos de Ciro Duran
- The Getting of Wisdom de Bruce Beresford
- Girlfriends de Claudia Weill
- Der Hauptdarsteller de Reinhard Hauff
- Los hijos de Fierro de Fernando Solanas
- A Santa Aliança d'Eduardo Geada
- Insiang de Lino Brocka
- The Mafu Cage de Karen Arthur
- Maternale de Giovanna Gagliardo
- Oka Oori Katha de Mrinal Sen
- En och en d'Erland Josephson, Sven Nykvist, Ingrid Thulin
- El regno di Napoli de Werner Schroeter
- Renaldo and Clara de Bob Dylan
- Susetz de Yaky Yosha
- The Scenic Route de Mark Rappaport
- Chuvas de Verão de Carlos Diegues
- I vecchi e i giovani de Marco Leto
- Zoo Zéro d'Alain Fleischer

## Premis

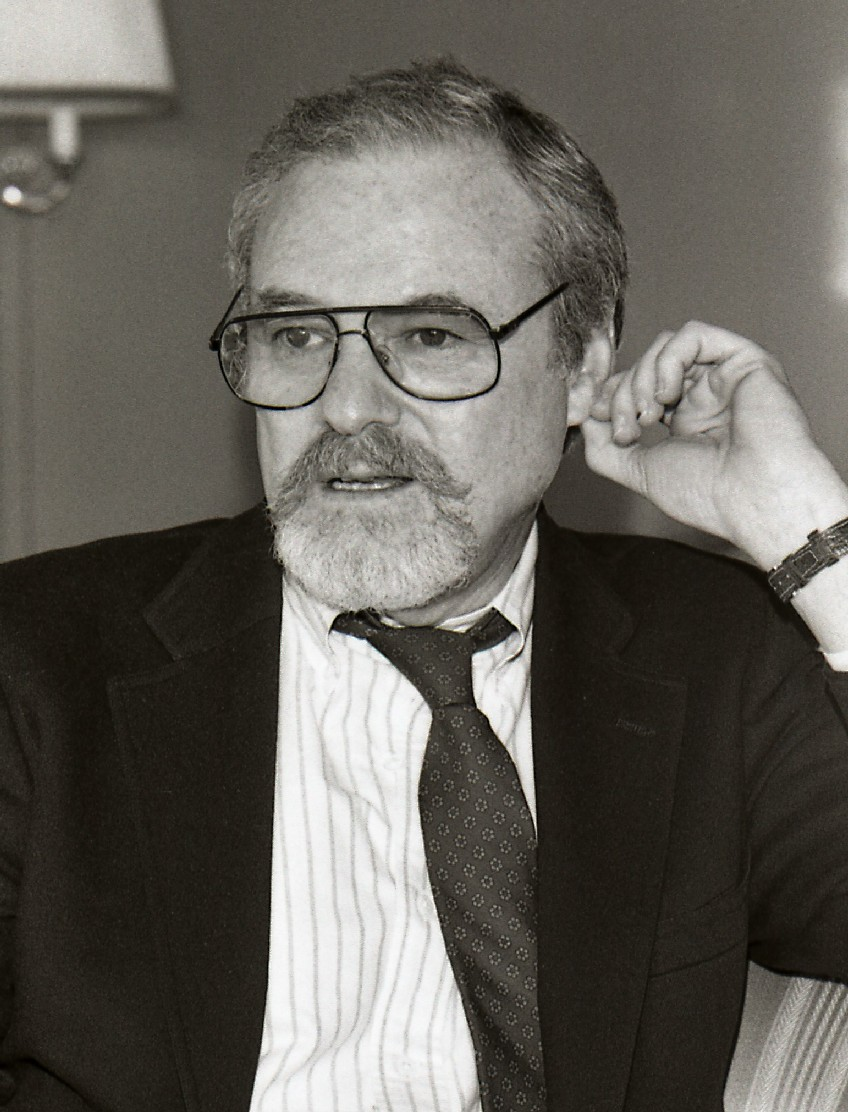
Alan J. Pakula, President del jurat

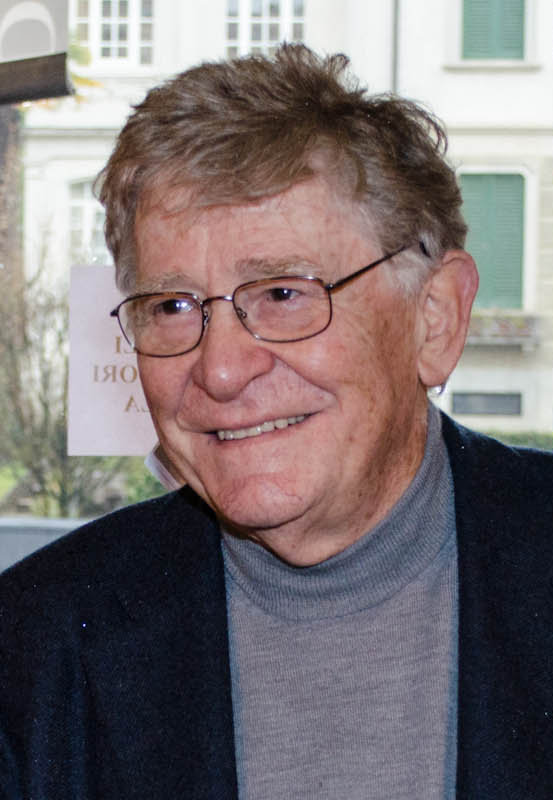
Ermanno Olmi, Palma d'Or

### Premis oficials
Els guardonats en les seccions oficials de 1978 foren:
- Palme d'Or: L'albero degli zoccoli d'Ermanno Olmi
- Grand Prix:
  - Ciao maschio de Marco Ferreri
  - The Shout de Jerzy Skolimowski
- Millor director: Nagisa Oshima per Ai no Bōrei
- Millor actriu: Jill Clayburgh per An Unmarried Woman & Isabelle Huppert per Violette Nozière
- Millor actor: Jon Voight per Coming Home

Càmera d'Or
- Caméra d'Or: Alambrista! de Robert M. Young

'Curtmetratges
- Palma d'Or al millor curtmetratge: La Traversée de l'Atlantique à la rame de Jean-François Laguionie
- Premi del Jurat: A Doonesbury Special de John Hubley, Faith Hubley i Garry Trudeau i Oh My Darling de Børge Ring

### Premis independents
FIPRESCI
- Premi FIPRESCI:
  - Człowiek z marmuru d'Andrzej Wajda (Un Certain Regard - Unanimitat)
  - Fragrance of Wild Flowers de Srdjan Karanovic (Setmana Internacional de la Crítica)

Commission Supérieure Technique
- Gran Premi Tècnic: Pretty Baby de Louis Malle

Premi Ecumènic
- Premi del Jurat Ecumènic: L'albero degli zoccoli d'Ermanno Olmi